# Хамада (княжество)

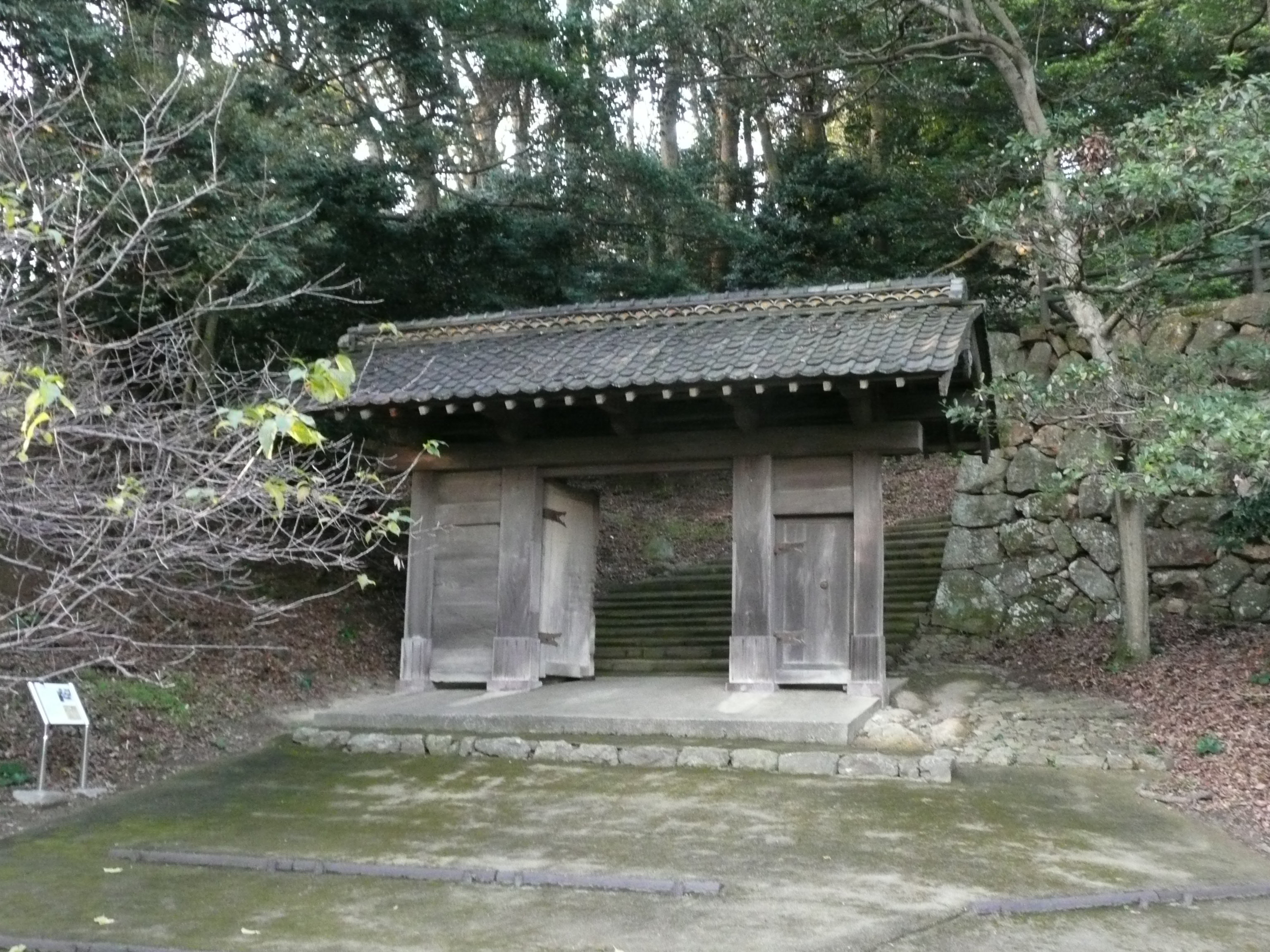
Ворота замка Хамада

Княжество Хамада (яп. 浜田藩 Хамада-хан) — феодальное княжество (хан) в Японии периода Эдо (1619—1866), в провинции Ивами региона Санъиндо на острове Хонсю (современная префектура Симане).

## Краткая история
Административный центр княжества: замок Хамада (современный город Хамада, префектура Симане).
Доход хана:
- 1619—1648 годы — 54 000 коку риса
- 1649—1769 годы — 50 000 коку
- 1769—1836 годы — 70 000 коку
- 1836—1866 годы — 61 000 коку риса

Княжество Хамада было образовано в 1619 году. Его первым правителем стал Фурута Сигэхару (1578—1625), бывший владелец Мацудзака-хана (провинция Исэ). В 1623 году он передал власть в княжестве приёмному сыну Фуруте Сигэцунэ (1603—1648), который скончался, не оставив наследника.
В 1649—1759 годах доменом владел род Мацудайра (ветвь Мацуи). В 1649 году первым правителем Хамада-хана был назначен Мацудайра Ясутэру (1615—1675), бывший даймё Амадзаки-хана в провинции Харима. Его потомки управляли ханом до 1759 года. В 1759 году 5-й правитель Мацудайра Ясуёси (1719—1789) был переведён в Кога-хан (провинция Симоса).
В 1759—1769 годах Хамада-хан принадлежал роду Хонда. В 1759 году из Кога-хана в княжество Хамада был переведён Хонда Тадахиро (1727—1759). Ему в 1759 году наследовал приёмный сын Хонда Тадамицу (1732—1767). В 1767—1769 годах правил Хонда Тадатоси (1759—1777), старший сын Хонды Тадахиро. В 1769 году его перевели в Окадзаки-хан (провинция Микава).
В 1769—1836 годах княжеством вторично владел род Мацудайра (ветвь Мацуи). В 1769 году из Окадзаки-хана в Хамада-хан был переведён Мацудайра Ясуёси (1719—1789). Его потомки правили в домене до 1836 года. В 1836 году 4-й даймё Мацудайра Ясутака (1810—1868), правивший в 1835—1836 годах, был переведён в Танагура-хан (провинция Муцу).
С 1836 по 1866 год Хамада-хан принадлежал роду Мацудайра (ветви Оти). В 1836 году княжество получил во владение Мацудайра Нариацу (1783—1839), бывший правитель Татэбаяси-хана (провинция Кодзукэ). В 1866 году армия княжества Тёсю занимает Хамада-хан. Город Хамада был сожжен, а княжеский замок разрушен. Последний (4-й) даймё Мацудайра Такэакика (1842—1882), правивший в 1847—1866 годах, бежал из своего удела в Мацуэ. В 1867 году он получил во владение Цурута-хан в провинции Мимасака с доходом 20 000 коку риса.
Хамада-хан был ликвидирован в 1871 году. Княжество было переименовано в префектуру Хамада, которая в 1876 году стала часть префектуры Симане.

## Правители княжества
- Род Фурута, 1619—1648 (тодзама-даймё)

| № | Имя             | Имя      | Годы правления | Годы жизни  | Примечания                                                  |
| - | --------------- | -------- | -------------- | ----------- | ----------------------------------------------------------- |
| 1 | Фурута Сигэхару | 古田重治 | 1619 — 1623    | 1578 — 1625 | Младший брат и преемник Фуруты Сигэкацу                     |
| 2 | Фурута Сигэцунэ | 古田重恒 | 1623 — 1648    | 1603 — 1648 | Сын Фуруты Сигэкацу, усыновлён своим дядей Фурутой Сигэхару |

- Род Мацудайра (ветвь Мацуи), 1649—1759 (фудай-даймё)

| № | Имя                | Имя      | Годы правления | Годы жизни  | Примечания                                            |
| - | ------------------ | -------- | -------------- | ----------- | ----------------------------------------------------- |
| 1 | Мацудайра Ясутэру  | 松平康映 | 1649 — 1674    | 1615 — 1675 | Второй сын Мацудайры Ясусигэ                          |
| 2 | Мацудайра Ясухиро  | 松平康宦 | 1675 — 1705    | 1657 — 1727 | Третий сын и преемник Мацудайры Ясутэру               |
| 3 | Мацудайра Ясукадзу | 松平康員 | 1705 — 1709    | 1679 — 1713 | Старший сын Мацудайры Ясухиро                         |
| 4 | Мацудайра Ясутоси  | 松平康豊 | 1709 — 1735    | 1685 — 1736 | Внук Мацудайры Ясусигэ, усыновлён Мацудайрой Ясукадзу |
| 5 | Мацудайра Ясуёси   | 松平康福 | 1736 — 1759    | 1719 — 1789 | Старший сын и преемник Мацудайры Ясутоси              |

- Род Хонда, 1759—1769 (фудай-даймё)

| № | Имя            | Имя      | Годы правления | Годы жизни  | Примечания                                            |
| - | -------------- | -------- | -------------- | ----------- | ----------------------------------------------------- |
| 1 | Хонда Тадахиро | 本多忠敞 | 1759           | 1727 — 1759 | Старший сын и преемник Хонды Таданаги                 |
| 2 | Хонда Тадамицу | 本多忠盈 | 1759 — 1767    | 1732 — 1767 | Сын Санады Нобухиро, усыновлён Мацудайрой Тадамицу    |
| 3 | Хонда Тадатоси | 本多忠粛 | 1767 — 1769    | 1759 — 1777 | Старший сын Хонды Тадахиро, усыновлён Хондой Тадамицу |

- Род Мацудайра (ветвь Мацуи), 1769—1836 (фудай-даймё)

| № | Имя               | Имя       | Годы правления | Годы жизни  | Примечания                               |
| - | ----------------- | --------- | -------------- | ----------- | ---------------------------------------- |
| 1 | Мацудайра Ясуёси  | 松平康福  | 1769 — 1789    | 1719 — 1789 | Старший сын и преемник Мацудайры Ясутоси |
| 2 | Мацудайра Ясусада | 松平康定  | 1789 — 1807    | 1748 — 1807 | Приемный сын Мацудайры Ясуёси            |
| 3 | Мацудайра Ясуто   | 松平 康任 | 1807 — 1835    | 1779 — 1841 | Приемный сын Мацудайры Ясусады           |
| 4 | Мацудайра Ясутака | 松平康爵  | 1835 — 1836    | 1810 — 1868 | Второй сын Мацудайры Ясуто               |

- Род Мацудайра (ветвь Оти), 1836—1866 (симпан-даймё)

| № | Имя                 | Имя      | Годы правления | Годы жизни  | Примечания                                                 |
| - | ------------------- | -------- | -------------- | ----------- | ---------------------------------------------------------- |
| 1 | Мацудайра Нариацу   | 松平斉厚 | 1836 — 1839    | 1783 — 1839 | Старший сын и преемник Мацудайры Такэхиро                  |
| 2 | Мацудайра Такэоки   | 松平武揚 | 1839 — 1842    | 1827 — 1842 | Второй сын Мацудайра Ёрихиро, усыновлён Мацудайрой Нариацу |
| 3 | Мацудайра Такэсигэ  | 松平武成 | 1842 — 1847    | 1825 — 1847 | Третий сын Мацудайры Ёситацу, усыновлён Мацудайрой Такэоки |
| 4 | Мацудайра Такэакира | 松平武聰 | 1847 — 1866    | 1842 — 1882 | Сын Токугавы Нариаки                                       |